# Hiperasio
En la mitología griega Hiperasio (en griego Ὑπεράσιος), nativo de la Pelene de Acaya, era hijo del fundador epónimo de esa polis, Pelén.
Fue el padre de dos argonautas, Asterión y Anfión. La madre de estos y a su vez esposa de Hiperasio fue una tal Hipso, de la que nada más se sabe.
En otras fuentes el padre de esos dos argonautas es denominado como Hípaso, si es que ambos no son el mismo personaje es diferentes tradiciones.